# コンスティチューション・ソサイエティ
コンスティチューション・ソサイエティ（Constitution Society）は、アメリカ合衆国テキサス州サンアントニオに本部を置く非営利教育団体で、1994年にリバタリアン党から公職に立候補したジョン・ローランドによって設立された。この団体は、憲法の歴史、法、政府に関連する多くの資料をインターネット上に公開している。